# كلمة السر (فلم)
كلمة السر هو فيلم مصري عرض عام 1986، بطولة ليلي علوي ، نور الشريف وغيرهم وإخراج، حسين عمارة.

## قصة الفيلم
يعاني حسن من انشغال زوجته عنه بعملها كما يشكو والدها درويش من والدتها منيرة لنفس السبب. يتعرف حسن على جارته كاميليا التي تتفق معه على إيهام زوجته عايدة ووالدتها بأنه ووالد كاميليا يتاجران في المخدرات.

## طاقم التمثيل
| - نور الشريف: حسن - ليلى علوي: عايدة - حسن مصطفى: درويش | - محمد التاجي: فتوح - شريفة ماهر: منيرة - منيرفا: كاميليا | - حسين الشريف - أنور عبدالمنعم - سعيد شنبر. |

## طقم العمل
| - إخراج : حسين عمارة - سيناريو وحوار: بهجت قمر - محمد الطباخ:مونتير - كمال فهمي:نيجاتيف - حنان الشربيني:مركب الفيلم - نجيب إسكندر:مخرج مساعد - حسين عمارة:مؤلف | - علي عزت:مصمم الملابس - عادل الصيفى:مصور فوتوغرافيا - هاني مهنا:ألحان وموسيقى تصويرية - حمدي أحمد:ماكيير - محمد عمارة:مصور - علي أيوب:ريجيسير - فؤاد جمجوم:منتج |

## وصلات خارجية
- مقالات تستعمل روابط فنية بلا صلة مع ويكي بيانات
- كلمة السر على موقع الدهليز